# Snezana Bozinovska
Snezana Bozinovska, född 1 oktober 1975, är en svensk journalist.

## Biografi
Bozinovska är uppvuxen i Borås. Hon arbetade på Borås tidning 1997–2008. Hon har arbetat på Göteborgs-Posten sedan 2008. Sedan 2018 har hon varit redaktör för tidningens grävredaktion som vunnit Guldspaden 2019 och 2020. Hon rekryterades sommaren 2021 till Uppdrag granskning på SVT, som beskrev henne som en skarp och erfaren grävredaktör med stor idérikedom och ett entusiasmerande sätt. Hon ska avsluta sin tjänst på SVT i augusti 2025 för att bli chef för Dagens Nyheters redaktioner i Göteborg och Malmö.
Hon har 2021 uppmärksammats för sin bok Vad dina ögon såg: berättelsen om hur Ester och Leon överlevde som berättar om de två förintelseöverlevarna Ester och Leon Rytz, deras upplevelser i Nazitysklands judeförintelse som de mirakulöst överlevde, och deras nya liv i Sverige. Recensenten Gunilla Kindstrand skriver att boken skapar ett nytt och verkningsfullt förståelserum, där både känsla och reflektion, individ och samhälle, etik och moral får plats. Livet i Borås blir en sorts ledmotiv i den senare delen av boken där lokalsamhället tar vid som en spelplats för ett världsdrama. Paret Rytz inte bara överlever, de lever intensivt och tillhör dem som bygger upp det moderna Sverige.

## Utmärkelser
- 2019 – Johannapengen från Publicistklubben Västra med motiveringen ”Snezana Bozinovska är en slitvarg som verkar bakom kulisserna men vars arbete sätter stort avtryck i västsvenskarnas liv. En trygg redaktör som står för kompetens och kontinuitet, Under hennes ledning har GP:s grävgrupp vuxit och gjort prisbelönta avslöjanden”.[9]
- 2019 – Guldspaden från FGJ - Föreningen Grävande Journalister, för reportaget "Terrorn mot bönderna".[4]
- 2020 – Guldspaden från FGJ - Föreningen Grävande Journalister, för reportaget "Systrar".[5]